# Acid Violet 13
C.I. Acid Violet 13 ist eine chemische Verbindung aus der Gruppe der Azofarbstoffe und der anwendungstechnischen Gruppe der Säurefarbstoffe. Es handelt sich um einen Chromotropfarbstoff und wurde ursprünglich für die Färbung von Wolle eingesetzt.

## Geschichte
Die Herstellung des Farbstoffs wurde 1890 durch die Farbwerke vorm. Meister, Lucius & Brüning in Höchst a. M. patentiert. Wie bei den weiteren in den Patenten erwähnten Farbstoffen auf der Basis von Chromotropsäure wird die Anwendung im Wolldruck hervorgehoben.

## Herstellung
Acid Violet 13 wird durch Diazotierung von 1-Aminonaphthalin mit Natriumnitrit und Salzsäure und Kupplung des Diazoniumsalzes auf Chromotropsäure synthetisiert.

## Verwendung
Mit Acid Violet 13 wird Wolle in einer rotvioletten Nuance gefärbt. Werden bei der Färbung Chromsalze wie beispielsweise Kaliumdichromat zugesetzt, tritt ein deutlicher Farbumschlag von rotviolett nach blauschwarz auf.